# Aina Maria Frau Singala
Ana María Frau Singala (Palma, 29 d'octubre de 1944) és una actriu mallorquina, coneguda pel seu paper en El Bola (2000). El 2012 va superar un càncer de mama i va col·laborar amb diverses associacions de lluita contra el càncer recolzant a dones que el patien, a més d'oferir xerrades.

## Filmografia

### Cinema
| Any  | Títol                            | Paper             |
| ---- | -------------------------------- | ----------------- |
| 2015 | Fuera de foco                    | Angustias         |
| 2007 | Cruzando la línea                | Mare de María     |
| 2004 | XXL                              | Clienta           |
| 2001 | Amor, curiosidad, prozak y dudas | Mare de Pili      |
| 2000 | El Bola                          | Encarna           |
| 2000 | El otro barrio                   |                   |
| 1999 | Novios                           | Mare del fotògraf |
| 1999 | Flores de otro mundo             | Fadrina del bus   |
| 1989 | El río que nos lleva             | Manuela           |
| 1988 | El Lute II: mañana seré libre    | Gitana            |

### Televisió
| Any            | Títol                               | Paper                |
| -------------- | ----------------------------------- | -------------------- |
| 2019           | Mai neva a ciutat                   | Padrina              |
| 2012           | Imperium                            | Casia                |
| 2011           | Bandolera                           | Sor Angustias        |
| 2011           | 14 de abril. La República           |                      |
| 2009-2010-2016 | La que se avecina                   | Pilar                |
| 2010           | Gran Reserva                        | Irene                |
| 2006-2008      | Laberinto de pasiones               | Dolors               |
| 2005           | Mis estimadas víctimas (Telefilme)  | Mare de José Antonio |
| 2005           | Los recuerdos de Alicia (Telefilme) |                      |
| 2004           | Ana y los 7                         |                      |
| 2004           | Don Juan itinerante (Telefilme)     | Brígida              |
| 2004           | Cuéntame cómo pasó                  | Rufina               |
| 2004           | Manolito Gafotas                    |                      |
| 2004           | El inquilino                        |                      |
| 2000-2004      | El comisario                        |                      |
| 2000           | El botones Sacarino                 |                      |
| 2000           | Hospital Central                    |                      |
| 1999           | Médico de familia                   | Infermera            |
| 1998-1999      | Manos a la obra                     |                      |
| 1998-1999      | La casa de los líos                 | Fátima               |
| 1996           | Carmen y familia                    |                      |
| 1994           | Farmacia de guardia                 | Clara                |
| 1994           | Hermanos de leche                   |                      |
| 1991           | La chicas de hoy en día             |                      |
| 1987           | Lorca, muerte de un poeta           | Actriu               |
| 1972           | Plinio                              |                      |

### Curtmetratge
| Any  | Títol    | Paper |
| ---- | -------- | ----- |
| 2006 | Botellón | Rosa  |